# Pozirno
Pozirno je naselje u slovenskoj Općini Škofji Loki. Pozirno se nalazi u pokrajini Gorenjskoj i statističkoj regiji Gorenjskoj. 

## Stanovništvo
Prema popisu stanovništva iz 2002. godine naselje je imalo 27 stanovnika.